# José Jacinto Vega
José Jacinto Vega (Quito, 28 ottobre 1958) è un ex calciatore ecuadoriano, di ruolo centrocampista.

## Carriera

### Club
Ha sempre giocato nel campionato ecuadoriano.

### Nazionale
Con la maglia della nazionale ha partecipato alla Copa América nel 1983 e nel 1987.

## Palmarès

### Club

#### Competizioni nazionali
- Campionato ecuadoriano: 6

El Nacional: 1976, 1977, 1978, 1982, 1983, 1992